# Эвапорация
Эвапора́ция (лат. evuporatio), эвапорационный способ очистки — физико-химический метод очистки производственных сточных вод с помощью водяного пара.
Эвапорационная очистка производится путём пропускания через нагретую приблизительно до 100° C сточную воду насыщенного водяного пара. Проходя через воду, пар увлекает загрязняющие её летучие вещества, после чего очищается от них при прохождении через также нагретое приблизительно до 100° C вещество-поглотитель и поступает для повторного использования.
Устройства для очистки данным способом называются эвапорационными колоннами и состоят из двух основных частей — эвапорационной и поглотительной.
Основными преимуществами эвапорационного способа очистки являются относительная простота при высоких технико-экономических показателях и отсутствие добавочного загрязнения в виде реагентов, остающихся в воде.